# Klaus Dieter Stopp
Klaus Dieter Stopp (* 11. Juli 1926 in Kötzschenbroda; † 6. Juni 2006 in Mainz) war ein deutscher Pharmazeut.

## Leben
Von 1946 bis 1948 studierte er an Universität Halle-Wittenberg Botanik, Zoologie, Chemie und Geologie und von 1948 bis 1950 an der Universität Mainz. Nach der Promotion 1949 in Mainz zum Dr. rer. nat. war er von 1949 bis 1954 Kustos am Botanischen Garten Mainz. Das Pharmaziestudium absolvierte er von 1953 bis 1956 an der Universität Mainz. Nach der Habilitation 1957 in Mainz lehrte er dort von 1963 bis 1988 als Professor für Pharmazeutische Biologie.

## Schriften (Auswahl)
- Karpologische Studien. Mainz 1950, OCLC 917826041.
- Morphologische und verbreitungsbiologische Untersuchungen über persistierende Blütenkelche. Mainz 1953, OCLC 1067432334.
- Die verbreitungshemmenden Einrichtungen in der südafrikanischen Flora. Aus dem Botanischen Institut der Universität Mainz. Jena 1958, OCLC 70810129.
- mit Herbert Langel: Katalog der alten Landkarten in der Badischen Landesbibliothek Karlsruhe. Unter Einbeziehung gedruckter Karten im Generallandesarchiv Karlsruhe. Karlsruhe 1974, ISBN 3-7650-9009-3.